# Vanessa Bell
Vanessa Bell, geboren Stephen (Londen, 30 mei 1879 - Firle (Sussex), 7 april 1961) was een Engelse kunstschilderes en binnenhuisarchitecte, lid van de Bloomsburygroep en de zus van Virginia Woolf.

## Biografie

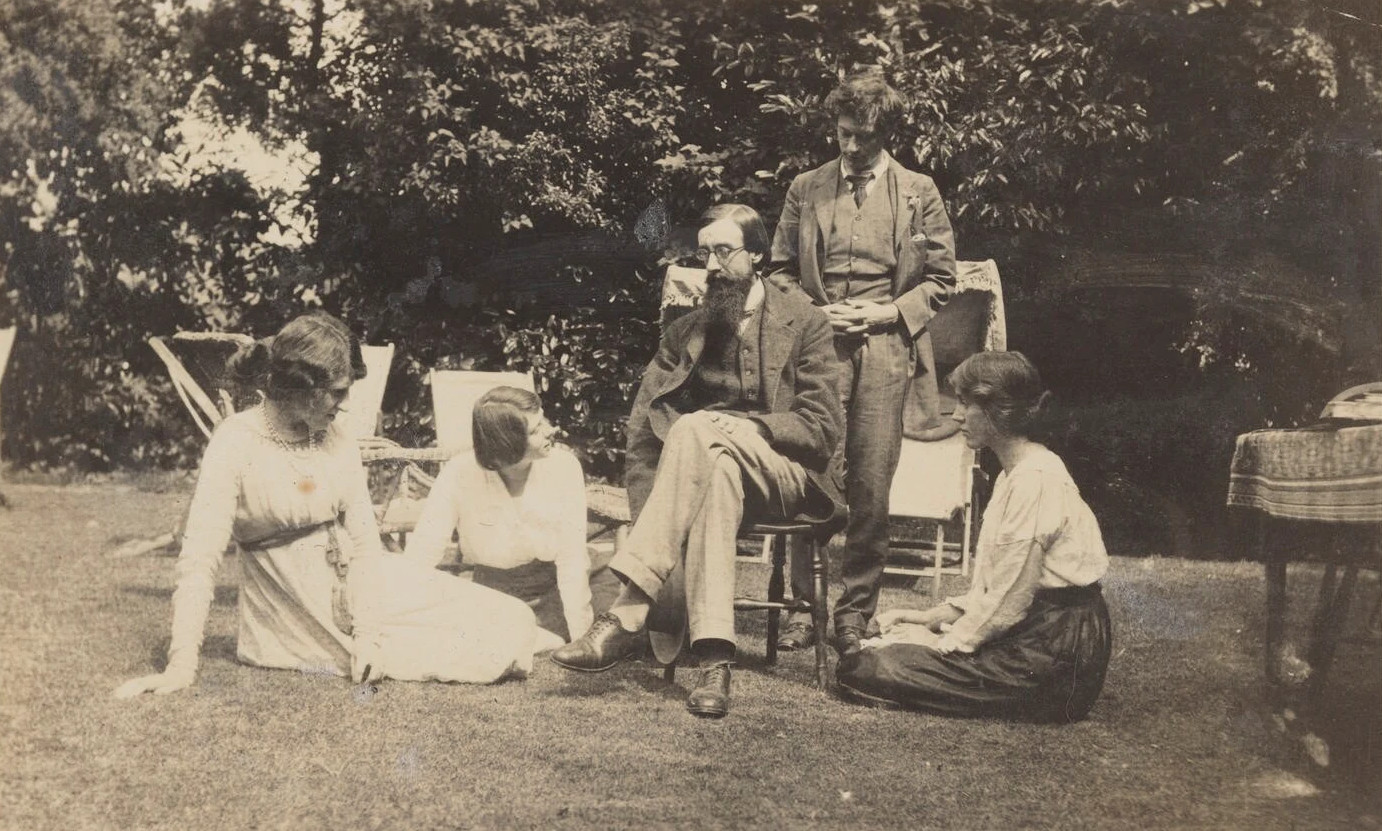
Van links naar rechts: Lady Ottoline Morrell, Mrs. Aldous Huxley, Lytton Strachey, Duncan Grant, en Vanessa Bell

Bell was de oudste dochter van Sir Leslie Stephen en Julia Prinsep Jackson (1846-1895) en woonde tot 1904 op 22, Hyde Park Gate, Londen. Ze werd thuis opgeleid door haar ouders in talen, wiskunde en geschiedenis, en kreeg tekenlessen van Ebenezer Cook, voordat ze in 1896 naar Sir Arthur Cope's art school ging; daarna studeerde ze in 1901 schilderkunst aan de Royal Academy.
Na de dood van haar moeder in 1895 en haar vader in 1904 verkocht Vanessa 22, Hyde Park Gate en verhuisde ze naar Bloomsbury samen met haar broers Thoby (1880-1906) en Adrian (1883-1948) en haar zuster Virginia, waar zij begonnen met hun sociale contacten met kunstenaars, schrijvers en intellectuelen, die samen later de Bloomsburygroep vormden.

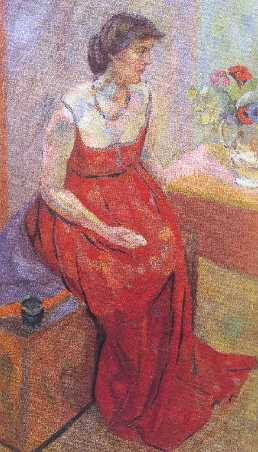
Portret van Vanessa Bell door Roger Fry, 1916

Zij trouwde in 1907 met Clive Bell met wie ze twee zonen kreeg: Julian (die in 1937, 29 jaar oud, stierf in de Spaanse Burgeroorlog toen de ambulance waarin hij zat onder vuur werd genomen) en Quentin. Ze hadden een open huwelijk. Ze had een affaire met kunstcriticus Roger Fry. Met de schilder Duncan Grant kreeg ze in 1918 een dochter Angelica, die Clive als zijn eigen dochter beschouwde. Clive nam Mary Hutchinson als zijn geliefde.
Vanessa, Clive, Duncan Grant en Duncans geliefde David Garnett verhuisden vlak voor het uitbreken van de Eerste Wereldoorlog naar Sussex en vestigden zich in Charleston Farmhouse, nabij Firle, East Sussex, waar zij en Grant schilderden en werkten op commissiebasis voor de Omega Workshops, opgericht door Roger Fry.
Vanessa Bell overleed op 7 april 1961 en is begraven op het kerkhof van St. Peter's Church, West Firle, East Sussex.

## Belangrijke schilderijen
Bells belangrijkste schilderijen zijn Studland Beach (1912), The Tub (1918), Interior with Two Women (1932) en portretten van haar zus Virginia Woolf (drie in 1912), Aldous Huxley (1929-1930), en David Garnett (1916).
Vanessa wordt beschouwd als een belangrijke vertegenwoordiger van het Britse portrettekenen en landschapschilderen in de 20e eeuw.